# Danis Civil
Danis Civil (født 1988) er en fransk breakdanser .
Han repræsenterede Frankrig ved sommer-OL 2024 i Paris, hvor han vandt sølv.